# Jozef Kertész
Jozef Kertész (22. října 1917 Košice – 13. srpna 1996 tamtéž), uváděný též jako Kertész József, byl slovenský fotbalový záložník a trenér.

## Hráčská kariéra
Během druhé světové války hrál maďarskou ligu za Kassai AC a Diósgyőri VTK. S mužstvem DVTK se v ročníku 1941/42 probojoval až do finále maďarského poháru (prohra 2:6 s Ferencvárosem Budapešť). Po válce hrál v československé lize za Jednotu/Dynamo ČSD Košice (1945–1949).

### Prvoligová bilance
| Ročník              | Zápasy | Góly | Minuty | Klub              |
| ------------------- | ------ | ---- | ------ | ----------------- |
| I. liga 1939/40     | 13     | 1    | 1 170  | Kassai AC         |
| I. liga 1940/41     | 1      | 0    | 90     | Diósgyőri VTK     |
| I. liga 1941/42     | 29     | 3    | 2 610  | Diósgyőri VTK     |
| I. liga 1942/43     | 27     | 6    | 2 430  | Diósgyőri VTK     |
| I. liga 1943/44     | 4      | 0    | 360    | Diósgyőri VTK     |
| I. liga 1945/46     | 17     | 6    | –      | Jednota Košice    |
| I. liga 1946/47     | 25     | 2    | –      | Jednota Košice    |
| I. liga 1947/48     | 5      | 1    | –      | Jednota Košice    |
| I. liga 1948        | 3      | 1    | –      | Jednota Košice    |
| I. liga 1949        | 13     | 1    | –      | Dynamo ČSD Košice |
| CELKEM I. ČS. LIGA  | 63     | 11   | –      |                   |
| CELKEM I. MAĎ. LIGA | 74     | 10   | –      |                   |

## Trenérská kariéra
Po skončení hráčské kariéry se stal trenérem. Trénoval mj. v Moldavě nad Bodvou.